# Juan Miquel González de Audicana
Juan Miquel González de Audicana (Valladolid, España, 7 de junio de 1933- Múnich, Alemania, 15 de octubre de 2008) fue Catedrático de Derecho Romano en las Universidades de La Laguna (1963), Barcelona (1980) y Pompeu Fabra (1996). Estudió Derecho en la Universidad de Valencia (1950-55), y fue doctor por tres Universidades: Valencia 1959, Bolonia 1963 y Múnich 1963, en todos los casos con la máxima calificación y premios extraordinarios, siendo en su tesis de Múnich el primer no alemán en obtener el "Fakultätspreis”. Hermano de José María Miquel González de Audicana.

## Obra
Su obra ha sido muy amplia y caracterizada por una visión multidisciplinar que dotaba a sus trabajos de una gran originalidad. Realizó numerosas y largas estancias, a veces durante semestres enteros, en diversas universidades extranjeras, especialmente en Alemania (entre otras, destacar las de Múnich, Münster, Bielefeld, Fráncfort del Meno, Colonia) e Italia (Universidad Federico II de Nápoles, entre otras), pero también en otros lugares como Suiza o Japón: (Chuo, en Tokio, y Kyushu, en Fukuoka). 
Sus libros fueron diversos y siempre dotados de una impronta muy personal. El problema de la sucesión de Augusto (Madrid 1969, Taurus) tuvo problemas con la censura de la época. Es también singular su visión conjunta de retórica y derecho en Aenigma lección inaugural del curso 1976-77 en la Universidad de La Laguna (La Laguna 1978). Durante aquellos años ocupó el cargo de vicerrector en la Universidad y fue durante un breve periodo delegado provincial del Ministerio de Educación y Ciencia en Tenerife. 
Varias generaciones de estudiantes han estudiado con sus manuales, objeto de múltiples ediciones, Historia del derecho romano (PPU) y Derecho privado romano (Marcial Pons) caracterizados por plantear con gran claridad y muchísima profundidad las materias que abordaba. 
Siempre precursor en sus métodos, es especialmente destacable su obra Quaestiones : docencia del derecho a través del casuismo romano (Ariel, 1985), que conoció una edición posterior en CD ROM (1998), en una reelaboración con gráficos y vídeo que aprovechaba las ventajas de la enseñanza interactiva.
Desde 1996 era Catedrático en la Universidad Pompeu Fabra de Barcelona, de donde fue decano, y desde su jubilación en 2003, Profesor Emérito. En 2006 vio la luz un libro homenaje dedicado a él, con participación de decenas de especialistas de todo el mundo: "Liber amicorum", Juan Miquel : estudios romanísticos con motivo de su emeritazgo (Universidad Pompeu Fabra, 2006). Durante su trayectoria en la UPF, hizo gestiones para traer a la Biblioteca de dicha Universidad la colección de Franz Wieacker.
Desde 1996 igualmente, participó en el Seminario de Derecho Comparado, organizado por las Áreas de Derecho Romano y Derecho Civil de la Universidad de La Laguna, junto a profesores como su propio hermano, José María Miquel González de Audicana, Mariano Yzquierdo Tolsada o Cornelius Van der Merwe. Asistió como ponente a las once ediciones del mismo, y la duodécima, celebrada entre los días 16 y 24 de abril de 2009, estuvo dedicada a su memoria. Desde esa edición, el evento pasó a denominarse Seminario "Juan Miquel" de Derecho Comparado. 
El viernes 12 de diciembre de 2008 recibió la medalla de la Universidad Pompeu Fabra, a título póstumo. 
La Universidad de La Laguna dedicó las "VII Jornadas de la Constitución Española" (celebradas los días 3, 4 y 5 de diciembre de 2008) a su memoria.
Siempre se consideró discípulo de Wolfgang Kunkel (de quien traduciría al español su célebre: “Historia del Derecho Romano”, Ariel). Desde el año 1998 Miquel formaba parte del jurado que otorga el premio “Boulvert”.

## Resumen de sus publicaciones
Entre muchas otras publicaciones en las más prestigiosas revistas españolas e internacionales, pueden destacarse las siguientes: sus tres tesis doctorales: “El rango hipotecario en el Derecho romano clásico" en Anuario de Historia del Derecho español 30(1959), “Mechanische Fehler in der Digestenüberlieferung” en Zeitschrift der Savigny Stiftung für Rechtsgeschichte R.A. 80(1963) y “Periculum locatoris. Ricerche in tema di responsabilità contrattuale” en Zeitschrift der Savigny Stiftung für Rechtsgeschichte R.A.81(1964). 
Son también destacables “Stoische Logik und römische Jurisprudenz” en Zeitschrift der Savigny Stiftung für Rechtsgeschichte R.A. 87(1970), “Eigentumsübertragung im Recht des spanischen Código civil” en Comparative Law Rewiew (The Institute of Comparative Law in Japan. Chuo University, 1990), 1-26, ”Traditio rei alienae voluntate domini“ en Nörr, Dieter/ Nishimura, Shigeo, Mandatum und Verwandtes (Berlin, Springer 1993) 269-283, “Estudi sobre la sistemàtica del Dret de familia en els paisos del “Civil Law” i del “Common Law” en Materials de les vuitenes Jornades de Dret català a Tosa de Mar (Gerona 1994) 15-107, “Die Begründung des Kindesverhältnisses durch natürliche Abstammung im Recht der europäischen Länder: Eine Untersuchung zur rechtsvergleichenden Methode” en el libro conmemorativo de la creación del Instituto de Derecho comparado de Japón Toward Comparative Law in the 21st Century (Chuo University Press. Tokio 1998) 209-234, “Retórica y derecho: una reflexión a la luz del legado de China”, en Quintiliano, historia y actualidad de la retórica, vol. I, (Logroño, 1998) 43-72, “Savigny y el nacimiento del contrato real abstracto: historia del texto e historia de las estructuras dogmáticas”, Estudios jurídicos en homenaje al profesor Luis Díez-Picazo, (Vol. 4, Madrid 2002), 5756-5773, “Il giusto processo alla luce dell’esperienza italiana e spagnola”, en Diritto e giustizia nel processo : prospettive storiche costituzionali e comparatistiche (Nápoles, 2002) 543-571, “El Codex Florentinus del Digesto y la leyenda de Amalfi”, Revista General de Derecho Romano, 3, 2004, “La autonomía del Derecho”, Anuario de derecho civil, 57/4, 2004, 1413-1428, “La ideología del poder y el poder de la ideología en la Alta Edad Media”, Revista General de Derecho Romano, 4/2005, "Deo auctore: Legittimità e legittimazione del potere nell'Europa dell'Alto Medioevo" en A: Labruna, L. (dir.) Tradizione romanistica e Costituzione. Nápoles: Edizioni Scientifiche Italiane, 2006 o “China: las hondas raíces históricas de la ideología del clan”, Estudios de Derecho romano en homenaje al prof. Dr. d. Francisco Samper 2007, 499-518.
Participó en el Curso de verano de San Sebastián (2008), "Nuevas formas de propiedad, derechos y garantías del propietario" con la ponencia: "La transmisión de la propiedad en los códigos asiáticos de Derecho privado".
- Currículum Vitae abreviado